# Leptospermum myrtifolium
Leptospermum myrtifolium är en myrtenväxtart som beskrevs av Franz e Wilhelm Sieber och Dc.. Leptospermum myrtifolium ingår i släktet Leptospermum och familjen myrtenväxter. Inga underarter finns listade i Catalogue of Life.